# Forcipomyia mopsus
Forcipomyia mopsus är en tvåvingeart som beskrevs av Meillon och Hardy 1954. Forcipomyia mopsus ingår i släktet Forcipomyia och familjen svidknott. Inga underarter finns listade i Catalogue of Life.